# Secret Moments
Secret Moments ist ein Film des Schweizer Filmemachers Steff Gruber.

## Inhalt
Der Filmemacher Steff Gruber reflektiert fast 15 Jahre nach seinen Aufnahmen zu seinem Film Secret Moments über sein damaliges Vorhaben und Scheitern. Während seiner mehrmaligen Reisen Anfang der 1990er Jahre nach Holland sucht Gruber das Geheimnis der Erotik zu lüften. Er geht allen Spuren nach und trifft dabei u. a. auf Henrikus T., den damals grössten Pornoproduzenten Europas, den er ebenso befragt wie die Konsumenten, Erotikmodelle oder Menschen aus dem erotischen Nachtleben Amsterdams. Verknüpft wird dies mit der Suche nach der Hauptdarstellerin des Filmes. Um diese zu finden, veranstaltet der Filmemacher ein grosses öffentliches Casting in Amsterdam. Als Gruber jedoch ein Jahr später mit den Dreharbeiten beginnen will, ist seine Favoritin unauffindbar. So entscheidet er sich für eine andere Darstellerin, die sich aber als Fehlbesetzung erweist.
Am Ende hat der Filmemacher weder seine ideale Besetzung gefunden noch das Geheimnis der Erotik entschlüsselt. Doch er ist nicht völlig gescheitert, wenn er am Ende des Films, für den er keine Tabus akzeptieren wollte, zu dem Schluss kommt, dass Tabus gerade notwendig sind. Denn, so gibt er Georges Bataille Recht, die Erotik findet im Geheimen statt.

## Hintergrund
In den Jahren 1991 bis 1994 drehte Steff Gruber in Holland seinen Film zum Thema Pornografie und Erotik. Doch als das Thema durch die Massenmedien omnispresent wurde, sah er seine ursprüngliche Idee als überholt an und brach das Filmprojekt ab.
Erst 2005 begann er mit der Fertigstellung des Films. Die Suche nach einer gültigen Form für das heterogene Material wurde zu einer Reflexion über sein damaliges filmisches Vorhaben über die Pornografie – und zugleich zu einer Recherche nach den Gründen für sein Scheitern.

## Kritik
„Das Resultat ist ein Solitär von einem Film. Die Aufnahmen aus den Jahren 1991 und 1992 ergänzt der obsessive Leser Gruber mit literarischen Zitaten (…), Ausschnitten aus Pornos und seinen Kommentaren aus heutiger Sicht zu den Bildern von damals. Die Suche nach einer gültigen Form für das heterogene Material wird zu einer Reflexion über seine damalige filmische Reflexion über die Pornografie – und zugleich zu einer Recherche nach den Gründen für sein Scheitern, das ihn lange Jahre verfolgte.
Zugleich ist ‚Secret Moments’ eine Zeitreise. Eine Reise zurück ins Amsterdam der Neunzigerjahre, zu langhaarigen Pornoproduzenten und legendären Magazinen (‚Seventeen’), zu Frauen, die ihren Job beschönigen, und Konsumenten, die von ihren geheimen Leidenschaften erzählen. Eine Reise auch zurück zur Arbeit eines Filmemachers, den man beinahe vergessen hat, obschon er mit seinen radikal persönlichen Werken – seine Gegner warfen ihm Narzissmus vor – das Publikum einst polarisierte. Heute da die Dokumentarfilme formal immer konventioneller und inhaltlich immer braver werden, wirkt ‚Secret Moments’ wie ein Findling.“